# Rahim Zafer
Rahim Zafer  (* 25. Januar 1971 in Sakarya) ist ein ehemaliger türkischer Fußballspieler und aktuell Fußballtrainer. Aufgrund seiner langjährigen Tätigkeiten für Sakaryaspor, Gençlerbirliği Ankara und Beşiktaş Istanbul wird er mit diesen Vereinen assoziiert. Mit der Türkischen Nationalmannschaft nahm er an der Europameisterschaft 1996 teil und kam während dieses Turniers zu zwei Spieleinsätzen. Mit 342 Erstligaeinsätzen gehört er zu den Spielern mit den meisten Einsätzen in der türkischen Süper Lig.

## Spielerkarriere

### Verein
Zafer begann mit seiner Vereinsfußballkarriere bei dem für seine gute Nachwuchsarbeit bekannten Provinzklub Sakaryaspor. Außerdem fand er Gelegenheit unter dem landesweit bekannten Nachwuchstrainer Ekrem Karaberberoğlu zu trainieren. Dieser formte Zafer über die Jahre zu einem klassischen Abwehrspieler. Diese Position spielte er fast bis zu seinem Karriereende. Zu dieser Zeit entwickelte sich Sakaryaspor zu einer Talentschmiede. So wurden hier mehrere Spieler wie Recep Çetin, Engin İpekoğlu, Oğuz Çetin, Aykut Kocaman, Sinan Turhan, Özcan Kızıltan, Turhan Sofuoğlu, İlker Yağcıoğlu und Hakan Şükür entdeckt, die alle später zu wichtigen Spielern im türkischen Fußball werden sollten. Beim damaligen Zweitligisten wurde Zafer 1986 in den Kader der Profimannschaft eingegliedert und kam wenig später zu seinen ersten Einsätzen. Gleich in seiner ersten Saison stieg man als Meister der TFF 1. Lig in die Süper Lig auf.
In die höchste türkische Spielklasse aufgestiegen, etablierte sich der Verein im mittleren Tabellensegment und belegte zum Saisonende den 11. Tabellenplatz. Im Türkischen Fußballpokal erreichte man völlig überraschend zum ersten Mal in der Vereinsgeschichte das Finale. Das Pokalfinale gewann man gegen Samsunspor durch ein 2:0 vor heimischer Kulisse und einem 1:1 auswärts. Es war der erste Pokalgewinn der Vereinsgeschichte. Zafer, der mit Hakan Şükür (beide 16 Jahre alt) zu den jüngsten Spielern im Kader zählte, kam in der Saison 1987/88 zu vier Liga- und zwei Pokaleinsätzen. Über die nächsten zwei Spielzeiten erhielt Zafer – begünstigt durch den Weggang mehrerer wichtiger Spieler – mit fortschreitender Zeit immer mehr Spieleinsätze. Nachdem Sakaryaspor die Spielzeit 1989/90 auf dem letzten Tabellenplatz beendete, stieg der Verein nach dreijähriger Erstligazugehörigkeit wieder in die 2. Lig ab.
Nach dem Abstieg in die 2. Lig zum Sommer 1990 konnte Sakaryaspor nur noch wenige Spieler im Kader halten. Zafer wechselte zum Hauptstadterstligisten Gençlerbirliği Ankara. Gençlerbirliği hatte sich seit der Vereinspräsidentschaft von İlhan Cavcav zu einem Verein entwickelt, der junge talentierte Spieler zu gestandenen Profis ausbildete und sie dann gegen eine hohe Ablösesumme an reichere Vereine abgab. In diesem Umfeld gelang es Zafer schnell sich als ein wichtiger Spieler im Kader zu etablieren. Nachdem er die erste Spielzeit bei Gençlerbirliği mit 20 Ligaeinsätzen spielte, eroberte er sich in der zweiten Saison einen Stammplatz und stieg wenig später zu einem der wichtigsten Leistungsträger auf. So machte er die größeren Vereine der türkischen 1. Lig auf sich aufmerksam. Im Sommer 1993 nahm Zafer mit der türkischen Olympiaauswahl an den Mittelmeerspielen teil und gewann hier mit seinem Team die Goldmedaille. Durch diesen Erfolg machte er umso mehr auf sich aufmerksam. Trotz der Abwerbebemühungen mehrerer Erstligavereine bekam Zafer von seinem Verein keine Freigabe. In der Saison 1993/94 erreichte der Verein mit dem 7. Tabellenplatz die beste Erstligaplatzierung seit etwa 25 Jahren. In der nachfolgenden Saison erreichte man mit dem 5. Tabellenplatz die zweitbeste Erstligaplatzierung der Vereinsgeschichte. Zafer war Chef der Abwehr, trug erheblich zu den Vereinserfolgen bei und etablierte sich auch in der Türkischen Nationalmannschaft.
Nachdem Zafer auch die Spielzeit 1995/96 bei Gençlerbirliği gespielt hatte, wurde er von Nationaltrainer Fatih Terim in den Kader der Nationalmannschaft für die Europameisterschaft 1996 nominiert. Gençlerbirliği sah den Mai 1996 als die richtige Zeit Zafer gewinnbringend abzugeben und verkündete, den Spieler gegen eine angemessene Ablösesumme abgeben zu wollen. Bei dem Istanbuler Traditionsverein Beşiktaş wurde der damalige Co-Trainer der Nationalmannschaft, Rasim Kara, als Trainer für die neue Saison eingestellt. Kara hatte als eine der Wechselbedingungen die Verpflichtung Zafers gefordert. So reagierte die Vereinsführung und verpflichtete den Abwehrspieler gegen eine Ablösesumme von 150.000.000 Türkischen Lira. Zu Beşiktaş gewechselt etablierte sich Zafer sofort als Stammspieler in der Mannschaft. Während der Saison lieferte man sich mit Galatasaray Istanbul einen Zweikampf um die Türkische Meisterschaft und musste sich am Saisonende mit der türkischen Vizemeisterschaft begnügen. Im UEFA-Pokal erreichte man das Achtelfinale und schaffte damit das bis dato beste Abschneiden der Vereinsgeschichte in diesem Wettbewerb. Zudem gewann man zum Saisonende den Ministerpräsidentenpokal. Die Saison 1997/98 beendete man weit abgeschlagen auf dem 6. Tabellenplatz. Im Türkischen Fußballpokal konnte man sich aber im Finale gegen den zweifachen türkischen Meister Galatasaray durchsetzen. Nach dem türkischen Pokalsieg traf man im Türkischen Supercup erneut auf Galatasaray und konnte sich auch diesmal gegen den amtierenden Meister durchsetzen. Die nachfolgende Saison lieferte Zafer mit seiner Mannschaft erneut ein Kopf-an-Kopf-Rennen mit Galatasaray, verpasste aber mit einem Punkt Unterschied und deutlich schlechterem Torverhältnis erneut die Meisterschaft und musste sich wieder mit der Vizemeisterschaft begnügen. Auch die nachfolgende Saison wurde man hinter Galatasaray Vizemeister. Für die Saison 2001/02 übernahm der italienische Trainer Nevio Scala bei Beşiktaş das Traineramt. Unter diesem Trainer kam Zafer nur sporadisch zu Spieleinsätzen. Gegen Saisonende wurde Scala durch Christoph Daum ersetzt. Daum kündigte für die kommende Saison eine Revision im Mannschaftskader an und setzte mehrere gestandene Spieler auf die Verkaufsliste, u. a. auch Zafer.
Im Jahr 2000 wechselte er innerhalb der Liga zum Aufsteiger Diyarbakırspor. Bereits nach einer Saison wechselte er erneut und heuerte bei seinem alten Verein, den Zweitligisten Sakaryaspor, an. Dort spielte er nur die Hinrunde und wechselte zur Rückrunde zum südkoreanischen Verein Daegu FC. Für diesen Verein spielte vier Jahre. Zum Frühjahr 2005 kehrte er in seine Heimat zurück und heuerte beim Zweitligisten Adanaspor an. Diesen Verein verließ er zum Saisonende und einigte sich für die kommende Spielzeit mit Kırıkkalespor. Nachdem er für Kırıkkalespor bis zum Februar 2006 aktiv gewesen war, löste er seinen Vertrag auf und erklärte das Ende seiner aktiven Fußballspielerlaufbahn.

### Nationalmannschaft
Zafer startete seine Nationalmannschaftskarriere 1986 in der türkischen U-16-Nationalmannschaft. Mit dieser qualifizierte er sich für die U-16-Fußball-Europameisterschaft 1987. Nach der Qualifikation gehörte er auch zum Turnierkader. Hier erreichte man den Gruppensieg der Gruppe A und traf im Halbfinale auf die italienische U-16. Das Spiel verlor man mit 0:1 und musste im Spiel um Platz drei gegen den Gastgeber Frankreich antreten. Diese Begegnung verlor man deutlich mit 0:3 und erreichte somit den vierten Platz. Zafer spielte dabei in allen Begegnungen seiner Mannschaft.
Nach der U-16 spielte Zafer zwei Jahre für die türkische U-18 und anschließend eine Partie für die Türkische U-21-Nationalmannschaft.
Zafer wurde anlässlich der Teilnahme an den Mittelmeerspielen 1993 vom damaligen U-21-Nationaltrainer Fatih Terim in den Kader der türkischen Olympiamannschaft berufen. Das Team erreichte das Finale und gewann die Goldmedaille mit einem 2:0-Sieg gegen die Olympiaauswahl Algeriens. Zafer kam in allen Spielen seines Teams zum Einsatz.
Durch seine gezeigten Leistungen bei Gençlerbirliği Ankara wurde Zafer von mittlerweile zum Nationaltrainer aufgestiegenen Terim im Rahmen eines Testspiels gegen Rumänien für den Kader der türkischen A-Nationalmannschaft nominiert. In dieser Partie saß Zafer nur auf der Ersatzbank. Nach dieser Begegnung wurde Zafer drei weitere Male nominiert und saß auch bei diesen Partien auf der Ersatzbank. Sein Länderspieldebüt gab er im Rahmen eines Testspiels vom 9. April 1996 gegen die Aserbaidschanische Nationalmannschaft.
Mit der Türkischen Nationalmannschaft nahm er an der Europameisterschaft 1996 teil und kam während dieses Turniers zu zwei Spieleinsätzen. Nach der Europameisterschaft wurde Trainer Terim durch Mustafa Denizli ersetzt; unter ihm fand Zafer keine Berücksichtigung mehr.

## Trainerkarriere
Nach dem Ende seiner Spielerlaufbahn wechselte Zafer in das Trainerfach und arbeitete bei Kastamonuspor, Uşakspor und Polatlı Bugsaşspor als Co-Trainer. Zum Sommer 2009 arbeitete er bei Kahramanmaraşspor das erste Mal als Cheftrainer. Danach betreute er mehrere Vereine der unteren türkischen Profiligen.
Seit 2013 betreut er die US-amerikanische Mannschaft Dallas City FC. Diese spielen in der National Premier Soccer League.

## Trivia
- Zafer siedelte in den 2010er-Jahren mit seiner Familie in die Vereinigten Staaten über und ließ sich in Dallas nieder. Hier kaufte er den National-Premier-Soccer-League-Klub FC Dallas City auf.[6]

## Erfolge

### Als Spieler
- Mit Sakaryaspor:
  - Meisterschaft der TFF 1. Lig (1): 1986/87
  - Aufstieg in die Süper Lig (1): 1986/87
  - Türkischer Pokalsieger (1): 1987/88

- Mit Beşiktaş Istanbul
  - Türkischer Vizemeister (3): 1996/97, 1998/99, 1999/2000
  - Türkischer Pokalsieger (1): 1997/98
  - Türkischer Supercup (1): 1998
  - Başbakanlık Kupası (1): 1997

- Türkische U-16-Nationalmannschaft:
  - Vierter der U-16-Europameisterschaft: 1987

- Mit Olympischer Auswahl der Türkei:
  - Goldmedaille bei den Mittelmeerspielen (1): 1993

- Türkische Nationalmannschaft:
  - Teilnahme an der Europameisterschaft (1): 1996